# Världscupen i längdåkning 2010/2011
| Justyna Kowalczyk och Dario Cologna vinnare av den totala världscupen. |  | Justyna Kowalczyk och Dario Cologna vinnare av den totala världscupen. |
| Justyna Kowalczyk och Dario Cologna vinnare av den totala världscupen. |  |                                                                        |

Världscupen i längdåkning 2010/2011 inleddes den 20 november 2010 i Gällivare, Sverige och avslutades den 20 mars 2011 i Falun, Sverige. Världscupen arrangerades av det internationella skidförbundet FIS.
Den 24 februari - 6 mars arrangerades världsmästerskapen i Oslo, och följaktligen hade världscupen uppehåll vid denna tidpunkt. Tour de Ski kördes mellan den 31 december och 9 januari.
Den totala världscupen på damsidan vanns av Justyna Kowalczyk, Polen med 495 poäng före tvåan Marit Bjørgen, Norge och 763 poäng före trean Arianna Follis från Italien.
På herrsidan vann Dario Cologna, Schweiz före Petter Northug, Norge och Daniel Richardsson, Sverige.

## Världscuppoäng
Världscuppoängen delas ut enligt följande:
- 1:a plats = 100 poäng
- 2:a plats = 80 poäng
- 3:e plats = 60 poäng
- 4:e plats = 50 poäng
- 5:e plats = 45 poäng
- 6:e plats = 40 poäng
- 7:e plats = 36 poäng
- 8:e plats = 32 poäng
- 9:e plats = 29 poäng
- 10:e plats = 26 poäng
- 11:e plats = 24 poäng
- 12:e plats = 22 poäng
- 13:e plats = 20 poäng
- 14:e plats = 18 poäng
- 15:e - 30:e plats = 16 - 1 poäng

## Kalender och resultat
Både herrarnas och damernas tävlingar hålls på samma ort under 2 eller 3 dagar.
Tour de Ski är en serie av tävlingar vilka räknas in i världscupen. Denna startades i Oberhof och avslutades i Val di Fiemme.
Både inledningen och avslutningen av världscupen har en egen cup, där segrare utifrån tre tävlingar utses, denna får då extra världscuppoäng.

### Herrar

#### Individuella tävlingar
| Nr                                                                              | Ort                                 | Disciplin                           | Datum                               | Etta                | Tvåa                   | Trea                |
| ------------------------------------------------------------------------------- | ----------------------------------- | ----------------------------------- | ----------------------------------- | ------------------- | ---------------------- | ------------------- |
| 1                                                                               | Gällivare                           | 15 km F individuell                 | 20 november 2010                    | Marcus Hellner      | Dario Cologna          | Daniel Rickardsson  |
| Nordiska öppningen (26 november 2010 till 28 november 2010)                     |                                     |                                     |                                     |                     |                        |                     |
|                                                                                 | Kuusamo                             | Sprint K                            | 26 november 2010                    | John Kristian Dahl  | Aleksej Poltaranin     | Sami Jauhojärvi     |
|                                                                                 | Kuusamo                             | 10 km K individuell                 | 27 november 2010                    | Dario Cologna       | Alexander Legkov       | Daniel Rickardsson  |
|                                                                                 | Kuusamo                             | 15 km F jaktstart¹                  | 28 november 2010                    | Lukas Bauer         | Ilja Tjernousov        | Marcus Hellner      |
| 2                                                                               | Nordiska öppningen - slutresultat   | Nordiska öppningen - slutresultat   | Nordiska öppningen - slutresultat   | Alexander Legkov    | Dario Cologna          | Daniel Rickardsson  |
| 3                                                                               | Düsseldorf                          | Sprint F                            | 4 december 2010                     | Emil Jönsson        | Fulvio Scola           | Øystein Pettersen   |
| 4                                                                               | Davos                               | 15 km K individuell                 | 11 december 2010                    | Aleksej Poltaranin  | Alexander Legkov       | Lukas Bauer         |
| 5                                                                               | Davos                               | Sprint F                            | 12 december 2010                    | Emil Jönsson        | Aleksej Petuchov       | Dario Cologna       |
| 6                                                                               | La Clusaz                           | 30 km F masstart                    | 18 december 2010                    | Maksim Vylegzjanin  | Petter Northug         | Alexander Legkov    |
| Tour de Ski (31 december 2010 till 9 januari 2011)                              |                                     |                                     |                                     |                     |                        |                     |
|                                                                                 | Oberhof                             | 3,75 km F prolog                    | 31 december 2010                    | Marcus Hellner      | Aleksej Petuchov       | Petter Northug      |
|                                                                                 | Oberhof                             | 15 km K jaktstart                   | 1 januari 2011                      | Dario Cologna       | Devon Kershaw          | Alexander Legkov    |
|                                                                                 | Oberstdorf                          | Sprint K                            | 2 januari 2011                      | Emil Jönsson        | Devon Kershaw          | Dario Cologna       |
|                                                                                 | Oberstdorf                          | 20 km Dubbeljakt                    | 3 januari 2011                      | Matti Heikkinen     | Dario Cologna          | Martin Jaks         |
|                                                                                 | Toblach                             | Sprint F                            | 5 januari 2011                      | Devon Kershaw       | Dario Cologna          | Petter Northug      |
|                                                                                 | Cortina d'Ampezzo-Toblach           | 35 km F jaktstart                   | 6 januari 2011                      | Dario Cologna       | Marcus Hellner         | Petter Northug      |
|                                                                                 | Val di Fiemme                       | 20 km K masstart                    | 8 januari 2011                      | Petter Northug      | Dario Cologna          | Devon Kershaw       |
|                                                                                 | Val di Fiemme                       | 9 km F slutklättring¹               | 9 januari 2011                      | Lukas Bauer         | Roland Clara           | Curdin Perl         |
| 7                                                                               | Tour de Ski - Slutresultat          | Tour de Ski - Slutresultat          | Tour de Ski - Slutresultat          | Dario Cologna       | Petter Northug         | Lukas Bauer         |
| Tour de Ski slut                                                                |                                     |                                     |                                     |                     |                        |                     |
| 8                                                                               | Liberec                             | Sprint F                            | 15 januari 2011                     | Ola Vigen Hattestad | Federico Pellegrino    | Dusan Kozisek       |
| 9                                                                               | Otepää                              | 15 km K individuell                 | 22 januari 2011                     | Eldar Rönning       | Daniel Rickardsson     | Maksim Vylegzjanin  |
| 10                                                                              | Otepää                              | Sprint K                            | 23 januari 2011                     | Eirik Brandsdal     | Ola Vigen Hattestad    | Nikita Kriukov      |
| 11                                                                              | Rybinsk                             | Jaktstart 20 km F                   | 4 februari 2011                     | Ilja Tjernousov     | Jean-Marc Gaillard     | Maurice Manificat   |
| 12                                                                              | Rybinsk                             | Sprint F                            | 5 februari 2011                     | Aleksej Petuchov    | Ola Vigen Hattestad    | Anders Gløersen     |
| 13                                                                              | Drammen                             | 15 km K individuell                 | 19 februari 2011                    | Daniel Rickardsson  | Martin Johnsrud Sundby | Petter Northug      |
| 14                                                                              | Drammen                             | Sprint F                            | 20 februari 2011                    | Emil Jönsson        | Alex Harvey            | Petter Northug      |
| Världsmästerskapen i nordisk skidsport 2011 (24 februari 2011 till 6 mars 2011) |                                     |                                     |                                     |                     |                        |                     |
| 15                                                                              | Lahtis                              | 20 km dubbeljakt                    | 12 mars 2011                        | Dario Cologna       | Maurice Manificat      | Vincent Vittoz      |
| 16                                                                              | Lahtis                              | Sprint K                            | 13 mars 2011                        | Emil Jönsson        | Eirik Brandsdal        | Pål Golberg         |
| Världscupsavslutning (16 mars 2011 till 20 mars 2011)                           |                                     |                                     |                                     |                     |                        |                     |
| 17                                                                              | Stockholm                           | Sprint K                            | 16 mars 2011                        | Emil Jönsson        | Petter Northug         | Ola Vigen Hattestad |
| 18                                                                              | Falun                               | 3,3 km K individuell                | 18 mars 2011                        | Ilja Tjernousov     | Petter Northug         | Maksim Vylegzjanin  |
| 19                                                                              | Falun                               | 20 km dubbeljakt                    | 19 mars 2011                        | Petter Northug      | Giorgio Di Centa       | Daniel Richardsson  |
| 20                                                                              | Falun                               | 15 km F jaktstart¹                  | 20 mars 2011                        | Finn Hågen Krogh    | Maurice Manificat      | Lukas Bauer         |
| 21                                                                              | Världscupsavslutning - slutresultat | Världscupsavslutning - slutresultat | Världscupsavslutning - slutresultat | Petter Northug      | Finn Hågen Krogh       | Dario Cologna       |

¹Resultatet är utifrån åktider, och inte vilken åkare som gick först i mål. Slutresultatet i Nordiska Öppningen, Tour de Ski och Världscupavslutningen är däremot resultat utifrån målgångsordningen på jaktstarten.

#### Lagtävlingar
| Nr | Ort        | Disciplin         | Datum            | Etta                                                                      | Tvåa                                                                          | Trea                                                                            |
| -- | ---------- | ----------------- | ---------------- | ------------------------------------------------------------------------- | ----------------------------------------------------------------------------- | ------------------------------------------------------------------------------- |
| 1  | Gällivare  | 4 x 10 km stafett | 21 november 2010 | Sverige I Mats Larsson Johan Olsson Daniel Rickardsson Marcus Hellner     | Ryssland I Jevgenij Belov Maksim Vylegzjanin Pjotr Sedov Alexander Legkov     | Norge I Eldar Rønning Martin Johnsrud Sundby Andre Chris Jespersen Sjur Røthe   |
| 2  | Düsseldorf | Sprintstafett F   | 5 december 2010  | Norge II Ola Vigen Hattestad Anders Gløersen                              | Sverige I Mats Larsson Emil Jönsson                                           | Italien II Fabio Pasini David Hofer                                             |
| 3  | La Clusaz  | 4 x 10 km stafett | 19 december 2010 | Schweiz Toni Livers Dario Cologna Remo Fischer Curdin Perl                | Ryssland I Jevgenij Belov Alexander Legkov Pjotr Sedov Maksim Vylegzjanin     | Norge I Eldar Rønning Martin Johnsrud Sundby Tord Asle Gjerdalen Petter Northug |
| 4  | Liberec    | Sprintstafett     | 16 januari 2011  | Norge I Johan Kjølstad Ola Vigen Hattestad                                | Sverige I Jesper Modin Mats Larsson                                           | Norge II Eirik Brandsdal John Kristian Dahl                                     |
| 5  | Rybinsk    | 4 x 10 km stafett | 6 februari 2011  | Ryssland I Jevgenij Belov Maksim Vylegzjanin Pjotr Sedov Alexander Legkov | Italien I Valerio Checchi Giorgio Di Centa Roland Clara Pietro Piller Cottrer | Tyskland Andy Kuehne Franz Göring Tom Reichelt Tobias Angerer                   |

### Damer

#### Individuella tävlingar
| Nr                                                                              | Ort                                 | Disciplin                           | Datum                               | Etta              | Tvåa                   | Trea                   |
| ------------------------------------------------------------------------------- | ----------------------------------- | ----------------------------------- | ----------------------------------- | ----------------- | ---------------------- | ---------------------- |
| 1                                                                               | Gällivare                           | 10 km F individuell                 | 20 november 2010                    | Marit Bjørgen     | Charlotte Kalla        | Arianna Follis         |
| Nordiska öppningen (26 november 2010 till 28 november 2010)                     |                                     |                                     |                                     |                   |                        |                        |
|                                                                                 | Kuusamo                             | Sprint K                            | 26 november 2010                    | Marit Bjørgen     | Petra Majdič           | Astrid Jacobsen        |
|                                                                                 | Kuusamo                             | 5 km K individuell                  | 27 november 2010                    | Marit Bjørgen     | Justyna Kowalczyk      | Petra Majdič           |
|                                                                                 | Kuusamo                             | 10 km F jaktstart¹                  | 28 november 2010                    | Therese Johaug    | Nicole Fessel          | Justyna Kowalczyk      |
| 2                                                                               | Nordiska öppningen - slutresultat   | Nordiska öppningen - slutresultat   | Nordiska öppningen - slutresultat   | Marit Bjørgen     | Justyna Kowalczyk      | Charlotte Kalla        |
| 3                                                                               | Düsseldorf                          | Sprint F                            | 4 december 2010                     | Arianna Follis    | Kikkan Randall         | Vesna Fabjan           |
| 4                                                                               | Davos                               | 10 km K individuell                 | 11 december 2010                    | Marit Bjørgen     | Justyna Kowalczyk      | Therese Johaug         |
| 5                                                                               | Davos                               | Sprint F                            | 12 december 2010                    | Marit Bjørgen     | Arianna Follis         | Kikkan Randall         |
| 6                                                                               | La Clusaz                           | 15 km F masstart                    | 18 december 2010                    | Marit Bjørgen     | Justyna Kowalczyk      | Kristin Størmer Steira |
| Tour de Ski (31 december 2010 till 9 januari 2011)                              |                                     |                                     |                                     |                   |                        |                        |
|                                                                                 | Oberhof                             | 2,5 km F prolog                     | 31 december 2010                    | Justyna Kowalczyk | Charlotte Kalla        | Astrid Jacobsen        |
|                                                                                 | Oberhof                             | 10 km C handikapp-start             | 1 januari 2011                      | Justyna Kowalczyk | Krista Lähteenmäki     | Marianna Longa         |
|                                                                                 | Oberstdorf                          | Sprint K                            | 2 januari 2011                      | Petra Majdič      | Justyna Kowalczyk      | Astrid Jacobsen        |
|                                                                                 | Oberstdorf                          | 10 km Dubbeljakt                    | 3 januari 2011                      | Anna Haag         | Charlotte Kalla        | Marthe Kristoffersen   |
|                                                                                 | Toblach                             | Sprint F                            | 5 januari 2011                      | Petra Majdič      | Arianna Follis         | Magda Genuin           |
|                                                                                 | Cortina d'Ampezzo-Toblach           | 16 km F handikapp                   | 6 januari 2011                      | Justyna Kowalczyk | Marianna Longa         | Arianna Follis         |
|                                                                                 | Val di Fiemme                       | 10 km C masstart                    | 8 januari 2011                      | Justyna Kowalczyk | Therese Johaug         | Marianna Longa         |
|                                                                                 | Val di Fiemme                       | 9 km F slutklättring¹               | 9 januari 2011                      | Therese Johaug    | Marte Elden            | Marthe Kristoffersen   |
| 7                                                                               | Tour de Ski - slutresultat          | Tour de Ski - slutresultat          | Tour de Ski - slutresultat          | Justyna Kowalczyk | Therese Johaug         | Marianna Longa         |
| Tour de Ski slut                                                                |                                     |                                     |                                     |                   |                        |                        |
| 8                                                                               | Liberec                             | Sprint F                            | 15 januari 2011                     | Kikkan Randall    | Hanna Falk             | Celine Brun-Lie        |
| 9                                                                               | Otepää                              | 10 km K individuell                 | 22 januari 2011                     | Marit Bjørgen     | Justyna Kowalczyk      | Therese Johaug         |
| 10                                                                              | Otepää                              | Sprint K                            | 23 januari 2011                     | Petra Majdič      | Hanna Brodin           | Maiken Caspersen Falla |
| 11                                                                              | Rybinsk                             | Jaktstart F                         | 4 februari 2011                     | Justyna Kowalczyk | Marianna Longa         | Aino Kaisa Saarinen    |
| 12                                                                              | Rybinsk                             | Sprint F                            | 5 februari 2011                     | Vesna Fabjan      | Katja Visnar           | Justyna Kowalczyk      |
| 13                                                                              | Drammen                             | 10 km K individuell                 | 19 februari 2011                    | Marit Bjørgen     | Justyna Kowalczyk      | Aino-Kaisa Saarinen    |
| 14                                                                              | Drammen                             | Sprint F                            | 20 februari 2011                    | Kikkan Randall    | Maiken Caspersen Falla | Charlotte Kalla        |
| Världsmästerskapen i nordisk skidsport 2011 (24 februari 2011 till 6 mars 2011) |                                     |                                     |                                     |                   |                        |                        |
| 15                                                                              | Lahtis                              | 10 km Dubbeljakt                    | 12 mars 2011                        | Therese Johaug    | Justyna Kowalczyk      | Arianna Follis         |
| 16                                                                              | Lahtis                              | Sprint K                            | 13 mars 2011                        | Marit Bjørgen     | Astrid Jacobsen        | Petra Majdic           |
| Världscupsavslutning (16 mars 2011 till 20 mars 2011)                           |                                     |                                     |                                     |                   |                        |                        |
| 17                                                                              | Stockholm                           | Sprint K                            | 16 mars 2011                        | Petra Majdič      | Marit Bjørgen          | Maiken Caspersen Falla |
| 18                                                                              | Falun                               | 2,5 km K individuell                | 18 mars 2011                        | Marit Bjørgen     | Justyna Kowalczyk      | Therese Johaug         |
| 19                                                                              | Falun                               | 10 km dubbeljakt                    | 19 mars 2011                        | Marit Bjørgen     | Justyna Kowalczyk      | Therese Johaug         |
| 20                                                                              | Falun                               | 10 km F jaktstart ¹                 | 20 mars 2011                        | Arianna Follis    | Astrid Jacobsen        | Therese Johaug         |
| 21                                                                              | Världscupsavslutning - slutreslutat | Världscupsavslutning - slutreslutat | Världscupsavslutning - slutreslutat | Marit Bjørgen     | Justyna Kowalczyk      | Therese Johaug         |

¹Resultatet är utifrån åktider, och inte vilken åkare som gick först i mål. Slutresultatet i Nordiska Öppningen, Tour de Ski och Världscupavslutningen är däremot resultat utifrån målgångsordningen på jaktstarten.

#### Lagtävlingar
| Nr | Ort        | Disciplin        | Datum            | Etta                                                                         | Tvåa                                                                               | Trea                                                                             |
| -- | ---------- | ---------------- | ---------------- | ---------------------------------------------------------------------------- | ---------------------------------------------------------------------------------- | -------------------------------------------------------------------------------- |
| 1  | Gällivare  | 4 x 5 km stafett | 21 november 2010 | Norge I Vibeke Skofterud Therese Johaug Kristin Størmer Steira Marit Bjørgen | Sverige I Britta Johansson Norgren Anna Haag Maria Rydqvist Charlotte Kalla        | Italien I Magda Genuin Marianna Longa Silvia Rupil Arianna Follis                |
| 2  | Düsseldorf | Sprintstafett F  | 5 december 2010  | Italien Magda Genuin Arianna Follis                                          | Norge Maiken Caspersen Falla Celine Brun-Lie                                       | Kanada Dasha Gaiazova Chandra Crawford                                           |
| 3  | La Clusaz  | 4 x 5 km stafett | 19 december 2010 | Norge I Vibeke Skofterud Therese Johaug Kristin Størmer Steira Marit Bjørgen | Italien Virgina Topranin De Martin Marianna Longa Silvia Rupil Arianna Follis      | Sverige Sara Lindborg Anna Haag Maria Rydqvist Charlotte Kalla                   |
| 4  | Liberec    | Sprintstafett K  | 16 januari 2011  | Norge I Maiken Caspersen Falla Marit Bjørgen                                 | Italien I Magda Genuin Marianna Longa                                              | Norge II Kari Vikhagen Gjeitnes Celine Brun-Lie                                  |
| 5  | Rybinsk    | 4 x 5 km stafett | 6 februari 2011  | Italien Magda Genuin Marianna Longa Silvia Rupil Arianna Follis              | Ryssland I Valentina Novikova Svetlana Nikolaeva Julija Tjekaljova Olga Mikhailova | Ryssland II Anastasia Kasakul Julia Tikhonova Julia Ivanova Natalia Korosteljeva |

## Världscupställningar herrar
Nedan visas herrarnas resultat i världscupen, både totalt och i sprint/distans.
| Pl. | Namn               | Poäng |
| --- | ------------------ | ----- |
| 1.  | Dario Cologna      | 1566  |
| 2.  | Petter Northug     | 1236  |
| 3.  | Daniel Rickardsson | 981   |
| 4.  | Lukáš Bauer        | 923   |
| 5.  | Alexander Legkov   | 796   |
| 6.  | Emil Jönsson       | 746   |
| 7.  | Marcus Hellner     | 695   |
| 8.  | Devon Kershaw      | 602   |
| 9.  | Jean Marc Gaillard | 589   |
| 10. | Alex Harvey        | 552   |

| Pl. | Namn                | Poäng |
| --- | ------------------- | ----- |
| 1.  | Emil Jönsson        | 580   |
| 2.  | Ola Vigen Hattestad | 407   |
| 3.  | Jesper Modin        | 300   |
| 4.  | Aleksej Petuchov    | 277   |
| 5.  | Fulvio Scola        | 275   |
| 6.  | Eirik Brandsdal     | 239   |
| 7.  | Petter Northug      | 204   |
| 8.  | Andrew Newell       | 198   |
| 9.  | Renato Pasini       | 190   |
| 10. | Alex Harvey         | 182   |

### Distanscupen
- Tillagd och uppdaterad: 2012-01-03

| Pl. | Namn               | Poäng |
| --- | ------------------ | ----- |
| 1.  | Dario Cologna      | 706   |
| 2.  | Daniel Richardsson | 568   |
| 3.  | Lukas Bauer        | 553   |
| 4.  | Petter Northug     | 512   |
| 5.  | Alexander Legkov   | 503   |
| 6.  | Maksim Vylegzjanin | 386   |
| 7.  | Marcus Hellner     | 365   |
| 8.  | Jean Marc Gaillard | 364   |
| 9.  | Ilja Tjernousov    | 342   |
| 10. | Maurice Manificat  | 308   |

## Världscupställningar damer
Nedan visas herrarnas damernas i världscupen, både totalt och i sprint/distans.
| Pl. | Namn                | Poäng |
| --- | ------------------- | ----- |
| 1.  | Justyna Kowalczyk   | 2073  |
| 2.  | Marit Bjørgen       | 1578  |
| 3.  | Arianna Follis      | 1310  |
| 4.  | Therese Johaug      | 1173  |
| 5.  | Charlotte Kalla     | 1100  |
| 6.  | Petra Majdič        | 1087  |
| 7.  | Marianna Longa      | 1051  |
| 8.  | Astrid Jacobsen     | 810   |
| 9.  | Aino-Kaisa Saarinen | 715   |
| 10. | Kikkan Randall      | 657   |

| Pl. | Namn                   | Poäng |
| --- | ---------------------- | ----- |
| 1.  | Petra Majdič           | 480   |
| 2.  | Arianna Follis         | 434   |
| 3.  | Kikkan Randall         | 427   |
| 4.  | Marit Bjørgen          | 403   |
| 5.  | Justyna Kowalczyk      | 314   |
| 6.  | Maiken Caspersen Falla | 305   |
| 7.  | Astrid Jacobsen        | 277   |
| 8.  | Katja Visnar           | 266   |
| 9.  | Vesna Fabjan           | 264   |
| 10. | Hanna Falk             | 232   |

### Distanscupen
- Tillagd och uppdaterad: 2012-01-03

| Pl. | Namn                 | Poäng |
| --- | -------------------- | ----- |
| 1.  | Justyna Kowalczyk    | 1039  |
| 2.  | Marit Bjørgen        | 775   |
| 3.  | Therese Johaug       | 671   |
| 4.  | Marianna Longa       | 563   |
| 5.  | Arianna Follis       | 518   |
| 6.  | Charlotte Kalla      | 503   |
| 7.  | Aino-Kaisa Saarinen  | 446   |
| 8.  | Anna Haag            | 430   |
| 9.  | Riitta-Liisa Roponen | 353   |
| 10. | Marthe Kristoffersen | 350   |